# Cerkiew Trójcy Świętej w Moskwie (Jakimanka)
Cerkiew Trójcy Świętej – prawosławna cerkiew w Moskwie, w dzielnicy Jakimanka, w dekanacie moskworieckim eparchii moskiewskiej miejskiej Rosyjskiego Kościoła Prawosławnego.

## Historia
Drewniana cerkiew Trójcy Świętej na miejscu obecnej murowanej, w osadzie Szabołowce, na ziemi należącej do Monasteru Daniłowskiego, została zbudowana w latach 1698–1699 z błogosławieństwa patriarchy moskiewskiego i całej Rusi Adriana. W związku z szybkim wzrostem liczby uczęszczających do miejscowej parafii budynek w krótkim czasie powiększono o drugi ołtarz Opieki Matki Bożej. W 1745 r., gdy drewniana cerkiew była już w złym stanie technicznym, przystąpiono do budowy na jej miejscu nowej świątyni murowanej, którą ukończono w ciągu dwóch lat. Nowa świątynia mogła pomieścić 300 osób. 
Cerkiew nie została zniszczona podczas pożaru Moskwy w 1812 r. przed nadejściem wojsk napoleońskich, jednak została całkowicie splądrowana, z jej wyposażenia pozostał tylko Ewangeliarz. W 1823 r. szlachcic Piotr Bielajew podarował parafii XVIII-wieczną kopię Fiodorowskiej Ikony Matki Bożej, którą odtąd szczególnie czczono w cerkwi jako cudotwórczą. W 1837 r. ponownie przystąpiono do generalnej przebudowy i rozbudowy cerkwi. Fundatorką budowy była N. Iwanowa, żona radcy stanu. W 1843 r. powiększony budynek został powtórnie poświęcony. Po rozbudowie świątynia miała trzy ołtarze: główny Trójcy Świętej, lewy Opieki Matki Bożej i prawy św. Mikołaja. W 1866 r. S. Gribkow i M. Gołowanow wykonali w obiekcie sakralnym freski.
W 1885 r. postanowiono rozebrać starszą cerkiew i na jej miejscu wznieść zupełnie nową świątynię w stylu rosyjsko-bizantyjskim, przeznaczoną dla tysiąca wyznawców. Jej budowa trwała do 1896 r. Projekt budynku przygotował N. Nikitin, a gotową cerkiew konsekrował w 1896 r. metropolita moskiewski Sergiusz. 
Cerkiew została zamknięta w latach 30. XX wieku na polecenie władz radzieckich. Rozebrano jej dzwonnicę, w nawie urządzono salę kinową. 
Rosyjski Kościół Prawosławny odzyskał poważnie zniszczoną budowlę sakralną w 1992 r. Jeszcze w kolejnych latach część budynku zajmowały inne organizacje. Stopniowo rekonstruowano dawny wystrój budynku, wstawiono nowy ikonostas. Miasto Moskwa sfinansowało odbudowę dzwonnicy, na której zawieszono nowe dzwony. Szczególną czcią otaczane są w cerkwi ikony świętych Bonifacego i Pantelejmona, ikona św. Daniela Moskiewskiego z cząstką relikwii oraz kopia Kazańskiej Ikony Matki Bożej.